# Henryk Gralewski
Henryk Gralewski (ur. 29 lipca 1931 w Warszawie) – polski lekkoatleta, specjalizujący się w biegach średniodystansowych, mistrz i reprezentant Polski

## Życiorys
Był zawodnikiem AZS Warszawa (1953-1958).
Na mistrzostwach Polski seniorów wywalczył cztery medale: złoty w biegu na 800 metrów w 1955, złoty w biegu przełajowym na 3 km w 1956, brązowy w sztafecie 4 × 400 m  w 1955 oraz brązowy w biegu na 1500 metrów w 1956. Podczas Memoriału Janusza Kusocińskiego w 1956 zajął 3. miejsce w biegu na 800 metrów.
Reprezentował Polskę na Młodzieżowych Igrzyskach Sportowej Młodzieży  w Moskwie w 1957, gdzie zajął 11. miejsce w biegu na 1500 metrów, z czasem 3:56,3, a w biegu na 800 metrów odpadł w eliminacjach oraz na akademickich mistrzostwach świata w Paryżu w tym samym roku, gdzie zajął 7. miejsce w biegu na 1500 metrów, z wynikiem 3:55,6, a w biegu na 800 metrów odpadł w eliminacjach. W 1956 wystąpił w dwóch meczach międzypaństwowych.
W 1956 ukończył studia w Szkole Głównej Gospodarstwa Wiejskiego w Warszawie, w 1976 studia zaoczne w Akademii Wychowania Fizycznego w Poznaniu.

## Rekordy życiowe
- bieg na 800 metrów: 1:50,6 (Warszawa 9.06.1957)[1].
- bieg na 1500 metrów: 3:49,0 (Zabrze 1.10.1956)[1].